# Acosmeryx yunnanfuana
Acosmeryx yunnanfuana är en fjärilsart som beskrevs av Clark 1925. Acosmeryx yunnanfuana ingår i släktet Acosmeryx och familjen svärmare. Inga underarter finns listade i Catalogue of Life.